# Telepolis
Telepolis o “nuova città telematica”  nasce da una teoria di Javier Echeverrìa  basata su una nuova città-mondo che non comprende un luogo urbano fisico, in quanto la sua struttura è formata dalle reti di telecomunicazioni connesse tra loro. Le nuove tecnologie dell'informazione stanno provocando dei cambiamenti nell'organizzazione sociale. Una parte delle comunicazioni si sviluppa a distanza.
La relazione tra gli individui si svolge attraverso i chips dei computer. È inoltre da notare che le realtà degli individui non sono propriamente loro, ma sono il prodotto divulgato dai media, in modo particolare dalla televisione.

## Descrizione
La Telepolis è una città elettronica globale che si è sviluppata con la società dell'informazione. Nessuno abita fisicamente in questa città se non mentalmente.
Le sue strade e le sue “piazze” non sono solcate da individui o macchine reali  ma piuttosto da immagini di persone, animali, oggetti e luoghi digitalizzati.
Per circolare attraverso le vie di Telepolis oggigiorno è necessario l'utilizzo della banda larga che si serve di artefatti tecnologici necessari per la digitalizzazione e l'informatizzazione distribuite attraverso le reti telematiche.
Il sistema tecnologico che ha reso possibile la nascita e l'espansione delle società dell'informazione odierne sta generando un nuovo spazio sociale, il terzo ambiente, nel quale Telepolis si sta sviluppando negli ultimi trent'anni.
Le tecnologie di informazione e comunicazione (ICT), convergono e si integrano in un sistema di ampio respiro tecnologico, una proprietà il cui consolidamento non è altro che una nuova dimensione dello spazio/tempo sociale, che si sta urbanizzando  e civilizzando.
Il progetto di costruire una città virtuale digitalizzata in uno spazio elettronico ha preso il nome di Telepolis.
Nella Telepolis le tradizionali strutture e le gerarchie tra produzione, distribuzione e consumo stanno mutando, facendone emergere di nuove basate sulle infrastrutture comunicative.
Tali infrastrutture basate sulla televisione e su altri mezzi di comunicazione danno vita a nuove forme di lavoro e di produzione delle merci basate sul telelavoro.
Da ciò prende vita il Telepolismo, una forma prossima del capitalismo che permette di lavorare in casa rimanendo connessi con i centri di produzione e utilizzando l'ambiente domestico per ottenere audience e consenso.

## Struttura
La telepolis di Echeverrìa presenta una nuova forma di economia, che trasforma gli ambiti privati in pubblici, l'ozio in lavoro e il consumo in produzione. I mezzi di comunicazione, principalmente la televisione, costituiscono parte delle infrastrutture della telepolis. Così come nelle città dell'antica Grecia anche nella Telepolis acquistano molta importanza le piazze, intese come spazio televisivo; i quartieri, che creano una città che si estende a partire da un'urbanizzazione infinita; i cimiteri, sorti per via dello sfruttamento commerciale; le case, meglio conosciute come "telecase".
Il consumo produttivo è la forza economica della Telepolis, derivante dalla conversione dell'ozio in lavoro, dallo sfruttamento economico dei nomi illustri nella vita sociale, approfittandone al massimo della loro immagine, e dal turismo. Le strategie che i paesi e le città elaborano per assicurarsi il telemercato sono molto varie. Tra queste ci sono i grandi spettacoli (artistici, sportivi, gastronomici, musicali, commerciali), le votazioni e le inchieste, e queste ultime si rivelano utili per conoscere le tendenze e i gusti dei possibili compratori.